# Canada ai II Giochi olimpici invernali
Il Canada partecipò ai II Giochi olimpici invernali, svoltisi a Sankt Moritz, Svizzera, dall'11 al 19 febbraio 1928, con una delegazione di 25 atleti impegnati in sei discipline.

## Medaglie

### Per discipline
| Sport              | Oro | Argento | Bronzo | Totale |
| ------------------ | --- | ------- | ------ | ------ |
| Hockey su ghiaccio | 1   | 0       | 0      | 1      |
| Totale             | 1   | 0       | 0      | 1      |

### Medaglie
| Medaglia | Atleta | Sport              | Evento   |
| -------- | ------ | ------------------ | -------- |
| Oro      | Canada | Hockey su ghiaccio | Maschile |